# Komsilga
Komsilga är en ort i Burkina Faso.   Den ligger i provinsen Province du Sanmatenga och regionen Centre-Nord, i den centrala delen av landet, 100 km nordost om huvudstaden Ouagadougou. Komsilga ligger 322 meter över havet och antalet invånare är 820.
Terrängen runt Komsilga är platt. Närmaste större samhälle är Kaya, 16,5 km väster om Komsilga.
Trakten runt Komsilga består i huvudsak av gräsmarker. Runt Komsilga är det ganska tätbefolkat, med 93 invånare per kvadratkilometer.